# 埃斯庞
埃斯庞（法語：Espaon）是法国热尔省的一个市镇，属于奥克区（Auch）隆贝县（Lombez）。该市镇总面积8.89平方公里，2009年时的人口为199人。

## 人口
埃斯庞人口变化图示